# Шельпинская (губа)
Шельпинская (ранее Шельпина) — губа на Мурманском берегу Баренцева моря. Вдаётся в северную часть Кольского полуострова. Открыта к северу, вдается в материк на 2 км. Ширина у входа 2,5 км. Максимальная глубина свыше 20 м.
Расположена в 105 км к востоку от Кольского залива, вблизи посёлка Дальние Зеленцы. В губе расположены острова Шельпинские. В залив впадает несколько небольших ручьёв. Губу ограничивают входные мысы Досчатый (с запада) и Шельпин (с востока).
Берега губы в основном состоят из крупных (до 70 м) гранитных местами обрывистых гор. Грунт — ракуша. Средняя величина прилива в Шельпинской губе — 4 м.
В начале XX века в губе была расположена удобная якорная стоянка. На берегу губы находилась фактория с паровым жиротопным заводом крупного мурманского рыбопромышленника Савина и рыболовное становище мурманских промышленников. В то время в среднем ежегодно ловилось трески 114 т, пикши до 32 т.
Населённых пунктов на берегах губы нет. Административно бухта входит в Кольский район Мурманской области России.